# Mike Vernon (Eishockeyspieler)
Michael „Mike“ Vernon (* 24. Februar 1963 in Calgary, Alberta) ist ein ehemaliger kanadischer Eishockeytorwart. Zwischen 1982 und 2002 bestritt er 782 Spiele für die Calgary Flames, Detroit Red Wings, San Jose Sharks und Florida Panthers in der National Hockey League (NHL). Den Großteil dieser Zeit verbrachte er bei den Calgary Flames, mit denen er in den Playoffs 1989 den Stanley Cup gewann und bei denen er zum Zeitpunkt seines Karriereendes alle wesentlichen Franchise-Rekorde auf seiner Position hielt. Einen weiteren Stanley Cup errang er 1997 mit den Detroit Red Wings, wobei er mit der Conn Smythe Trophy als wertvollster Spieler der Playoffs geehrt wurde. Darüber hinaus gewann er persönlich 1996 die William M. Jennings Trophy. Seine Trikotnummer 30 wird bei den Flames nicht mehr vergeben, während er seit 2023 auch Mitglied der Hockey Hall of Fame ist.

## Karriere

### Juniorenliga
Mike Vernon begann seine Karriere bei den Calgary Canucks in der Nachwuchsliga AJHL, ehe er 1980 in die WHL, eine der drei größten kanadischen Juniorenligen, zu den Calgary Wranglers wechselte. Nach der ersten Saison wurde er von den Calgary Flames im NHL Entry Draft 1981 in der dritten Runde an Position 56 ausgewählt. Er blieb aber noch in der WHL und erhielt in seinem zweiten Jahr die Auszeichnungen als Most Valuable Player und bester Torhüter der WHL. Die Portland Winter Hawks waren in der Saison Meister der WHL und somit der Vertreter der Liga im Kampf um den Memorial Cup. Für das Turnier nahmen sie Vernon in ihr Team auf, konnten den Cup aber nicht gewinnen.
Die Saison 1982/83 absolvierte er wieder bei den Wranglers, wurde aber erneut in den Kader der Winter Hawks für die Endrunde um den Memorial Cup berufen. Diesmal konnten sie den Titel gewinnen, und Vernon wurde, nachdem er bereits zum zweiten Mal zum besten Torhüter der WHL ernannt worden war, zum besten Torhüter der Finalrunde ausgezeichnet.

### Schwieriger Beginn bei den Profis
In der Saison 1983/84 wechselte Vernon zu den Profis und durfte 11 Minuten in der NHL für die Calgary Flames spielen, blamierte sich allerdings, als er in der kurzen Zeit vier Gegentore kassierte, obwohl er nur sechs Schüsse aufs Tor bekam. An einen weiteren NHL-Einsatz war daher erstmal nicht zu denken, und Vernon bestritt den Rest der Saison bei den Colorado Flames, dem Farmteam von Calgary in der Central Hockey League, wo er 30 seiner 46 Spiele gewinnen konnte. Doch die Liga wurde nach der Saison aufgelöst und damit auch das Team.
Vernon spielte die Saison 1984/85 bei einem anderen Farmteam der Calgary Flames in der American Hockey League. Mit den Moncton Golden Flames hatte er aber kein besonders gutes Jahr. 1985/86 lief es besser und nachdem er für Moncton in der AHL und die Salt Lake Golden Eagles in der IHL gute Leistungen bringen konnte, wurde er wieder in das NHL-Team der Flames berufen, wo er den Posten als Ersatztorwart von Reggie Lemelin einnahm. 18 Mal kam er noch in der regulären Saison zum Einsatz und zeigte sehr gute Leistungen, sodass er den Stammtorhüter Lemelin noch vor den Playoffs aus dem Tor verdrängte. Mit Vernon als Nummer eins schafften sie es bis ins Stanley-Cup-Finale und mussten sich nur dort den Montréal Canadiens geschlagen geben.

### Erster Stanley Cup
1986/87 und 1987/88 konnte Vernon mit sehr guten Leistungen die Calgary Flames wieder in die Playoffs führen, über die zweite Runde kamen sie aber nie heraus. 1988 nahm Vernon zum ersten Mal am NHL Allstar-Game teil. Weitere vier Teilnahmen sollten im Laufe seiner Karriere folgen. Seine bis dahin beste Saison bestritt er 1988/89, als er von 52 Spielen 37 gewinnen konnte und nur sechs Niederlagen zuließ. Und auch in den Playoffs lief es wieder besser und Vernon führte die Flames erneut ins Stanley-Cup-Finale, wo sie, wie schon drei Jahre zuvor, auf die Montréal Canadiens trafen. Diesmal setzten sich die Calgary Flames durch und gewannen den ersten Stanley Cup in ihrer Vereinsgeschichte. Vernon hatte auch diesmal großen Anteil am Erfolg des Teams.
Mike Vernon brachte auch in den nächsten Jahren weiter gute Leistungen, aber das Team konnte nicht mehr an den Erfolg von 1989 anknüpfen. Hinzu kam, dass Vernon mit Trevor Kidd einen jungen Konkurrenten um den Platz des Stammtorhüters bekommen hatte. Im Sommer 1994 wurde Vernon von den Calgary Flames zu den Detroit Red Wings transferiert.

### Vom Ersatztorwart zum Playoff-Helden
In Detroit war er in der wegen der Aussperrung auf 48 Spiele verkürzten Saison 1994/95 die Nummer eins, hatte aber auch dort mit Chris Osgood einen jungen aufstrebenden Torhüter im Nacken. In den Playoffs war Vernon aber unumstritten und erreichte gleich mit den Red Wings das Stanley-Cup-Finale, das sie aber glatt mit 0:4 verloren. In der Saison 1995/96 fand sich Vernon auf dem Posten des Ersatztorhüters wieder. Zwar durfte er trotzdem noch 32 Spiele absolvieren, doch an dem überragend spielenden Osgood, der 39 seiner 50 Spielen gewann, kam er nicht vorbei. Gemeinsam durften sie nach der Saison die William M. Jennings Trophy entgegennehmen, die an die Torhüter verliehen wird, deren Team die wenigsten Gegentore kassiert hat.
1996/97 sah die Konstellation im Tor nicht viel anders aus. Osgood hatte mittlerweile seinen Höhenflug beendet, und beide Torhüter lagen wieder von der Leistung her auf Augenhöhe, doch der jüngere Osgood erhielt mehr Einsätze als Vernon. Als dann aber die Playoffs anstanden, entschied sich der Trainer Scotty Bowman für den erfahreneren Vernon als Nummer eins. Bowman sollte nicht enttäuscht werden. Vernon spielte die besten Playoffs seiner Karriere mit einem Gegentorschnitt von weniger als zwei Gegentreffern pro Spiel und einer Fangquote von 92,7 Prozent. Am Ende gewannen die Red Wings den Stanley Cup. Es war der erste Triumph von Detroit seit 1955. Mike Vernon wurde für seine herausragenden Leistungen in der Endrunde mit der Conn Smythe Trophy als MVP der Playoffs ausgezeichnet.

### San Jose, Florida & Minnesota
Trotz allem wurde Vernon nur wenige Monate später von den Red Wings zu den San Jose Sharks transferiert. Die Sharks hatten in den vergangenen Jahren schwächelnde Torhüter gehabt, weshalb Mike Vernon genau der richtige für sie war. Er wurde zur klaren Nummer eins und mit ihm schafften es die Sharks wieder in die Playoffs. Zwei Jahre spielte er für die Sharks und wurde dann Ende Dezember 1999 zu den Florida Panthers transferiert. Dort hatte sich Stammtorhüter Trevor Kidd, den Vernon noch aus seiner Zeit in Calgary kannte, eine schwere Schulterverletzung zugezogen, und man brauchte einen neuen erfahrenen Stammtorhüter.
Im Rahmen des NHL Expansion Draft 2000 wurde Vernon von den Minnesota Wild ausgewählt.

### Rückkehr & Karriereende
Allerdings spielte er nie für die Wild, sondern wurde er noch am selben Tag zu seinem Heimatteam nach Calgary transferiert. In seinem ersten Jahr nach seiner Rückkehr zu den Calgary Flames teilte er sich mit Fred Brathwaite den Posten als Stammtorhüter, konnte aber keine besonders guten Leistungen zeigen. 2001/02 war er nur noch Ersatztorhüter hinter Roman Turek.
Im September 2002 gab Mike Vernon sein Karriereende bekannt. Zu diesem Zeitpunkt hielt er alle wesentlichen Franchise-Rekorde der Flames auf seiner Position, die im weiteren Verlauf zum Teil von Miikka Kiprusoff überboten wurden.
Am 6. Februar 2007 haben die Calgary Flames zu Ehren von Mike Vernon ein Banner mit der Nummer 30 in einer feierlichen Zeremonie an die Hallendecke des Eisstadions gehängt, womit Vernons Nummer offiziell gesperrt ist und an keinen Spieler des Teams mehr vergeben wird.
Lanny McDonald, der zusammen mit Vernon 1989 den Stanley Cup gewann und dessen Nummer 9 die bisher einzige gesperrte Nummer in Calgary war, sagte: „Vernie is the biggest reason we are all wearing Stanley Cup ring. (…) Calgary can be proud of their hometown boy.“ („Vernie“ ist der wichtigste Grund, dass wir alle Stanley-Cup-Ringe tragen. (…) Calgary kann stolz auf ihn sein.)

### Arbeit im Management
Am 17. Juli 2008 wurde Mike Vernon von den Tampa Bay Lightning als Assistent des Vice President of Hockey Operations verpflichtet und sollte auf seiner Position in eishockeybezogenen Dingen beraten und die Ausbildung der Torhüter unterstützen. Diese Position hatte er allerdings nur bis 2010 inne.

## Sonstiges
Vernon gehört zu den Spielern, die 1997 in den Brawl in Hockeytown verwickelt waren. Dabei handelt es sich um eine Massenschlägerei zwischen den Detroit Red Wings und den Colorado Avalanche. Vernon kämpfte gegen Torwartlegende Patrick Roy und ging „siegreich“ aus dem Kampf hervor. Während er kaum etwas aus dem Kampf davontrug, war Roy schwer gezeichnet und hatte eine Platzwunde am Kopf.

## Erfolge und Auszeichnungen
| - 1982 WHL First All-Star Team - 1982 Del Wilson Trophy - 1982 WHL Player of the Year - 1983 WHL First All-Star Team - 1983 Del Wilson Trophy - 1983 Hap Emms Memorial Trophy - 1983 WHL Player of the Year - 1983 Memorial-Cup-Gewinn mit den Calgary Wranglers - 1984 CHL Second All-Star Team - 1988 Teilnahme am NHL All-Star Game - 1989 NHL-Spieler des Monats Januar - 1989 Teilnahme am NHL All-Star Game | - 1989 NHL Second All-Star Team - 1989 Stanley-Cup-Gewinn mit den Calgary Flames - 1990 Teilnahme am NHL All-Star Game - 1991 Teilnahme am NHL All-Star Game - 1993 Teilnahme am NHL All-Star Game - 1996 William M. Jennings Trophy (gemeinsam mit Chris Osgood) - 1997 Stanley-Cup-Gewinn mit den Detroit Red Wings - 1997 Conn Smythe Trophy - 1998 Seagate Technology „Sharks Player of the Year“ Award - 1999 Seagate Technology „Sharks Player of the Year“ Award (gemeinsam mit Steve Shields) - 2023 Aufnahme in die Hockey Hall of Fame |

## NHL-Statistik
(Legende zur Torhüterstatistik: GP oder Sp = Spiele insgesamt; W oder S = Siege; L oder N = Niederlagen; T oder U oder OT = Unentschieden oder Overtime- bzw. Shootout-Niederlage; Min. = Minuten; SOG oder SaT = Schüsse aufs Tor; GA oder GT = Gegentore; SO = Shutouts; GAA oder GTS = Gegentorschnitt; Sv% oder SVS% = Fangquote; EN = Empty Net Goal; 1 Play-downs/Relegation; Kursiv: Statistik nicht vollständig)

## Rekorde

### NHL
Playoffs
- Platz 5 als Torhüter mit den meisten Spielen – 138 Spiele
- Platz 5 als Torhüter mit den meisten absolvierten Spielminuten – 8.214 Minuten

### Calgary Flames
Reguläre Saison
- Meiste Spiele eines Torhüters – 526 Spiele
- Meiste absolvierte Spielminuten eines Torhüters – 29.650 Minuten
- Meiste Siege eines Torhüters – 259 Siege

Playoffs
- Meiste Spiele eines Torhüters – 81 Spiele
- Meiste absolvierte Spielminuten eines Torhüters – 4.773 Minuten
- Meiste Siege eines Torhüters – 43 Siege